# David Ige
David Yutaka Ige (Pearl City, 15 gennaio 1957) è un politico statunitense, governatore delle Hawaii dal 2014 al 2022.

## Biografia
È nato e cresciuto a Pearl City, nelle Hawaii, quinto di sei figli di Tokio e Tsurue Ige, famiglia con ascendenti di Okinawa. Durante la Seconda Guerra Mondiale il padre servì nel 100º battaglione del 442º Reggimento di Fanteria dell'esercito americano e fu decorato con la Purple Heart e la Stella di bronzo. Dopo la guerra, il padre lavorò come operaio siderurgico, mentre la madre come infermiera e igienista dentale. Il padre morì nel 2005, mentre la madre risiede tuttora a Pearl City.
Ige ha frequentato le scuole pubbliche e ha svolto attività sportiva, giocando per otto anni nella Pearl City Little League. Alla Pearl City High School, allora fondata di recente, si è distinto in diverse attività, venendo eletto vice presidente degli studenti alla Junior School e presidente degli studente negli anni successivi. La sua campagna fu concentrata sulla diversità e sulla fine del bullismo. Guidò anche la squadra di tennis al campionato e fu premiato come "Atleta dell'anno". Il suo diploma, nel 1975, ebbe la quinta migliore valutazione su 500 studenti.
È stato ammesso al MIT di Boston, ma si è laureato in ingegneria elettrica all'Università delle Hawaii - Mānoa, dove è stato anche Presidente degli studenti e vice presidente della sua confraternita, la Phi Delta Sigma. Ha incontrato sua moglie Dawn all'Università e hanno tre figli, Lauren, Amy, and Matthew.
Nel 2014 si candida alle primarie per la successione come governatore delle Hawaii contro il governatore in carica Neil Abercrombie, sconfiggendolo pesantemente. Alle elezioni generali viene eletto governatore ed entra in carica il successivo 1º dicembre; viene riconfermato per un secondo mandato nel 2018.